# Lumde
Lumde – gaun wikas samiti we wschodniej części Nepalu w strefie Meći w dystrykcie Ilam. Według nepalskiego spisu powszechnego z 2001 roku liczył on 497 gospodarstw domowych i 2713 mieszkańców (1358 kobiet i 1355 mężczyzn).